# 王玉明 (政治人物)
王玉明（1957年1月—），男，汉族，内蒙古乌拉特前旗人，中华人民共和国政治人物。内蒙古财贸学校财政税务专业毕业，中央党校经济管理专业毕业。

## 生平
1980年2月参加工作，1985年1月加入中国共产党。
2001年9月，任内蒙古自治区财政厅副厅长、党组成员。2005年3月，任内蒙古自治区财政厅厅长、党组书记。2008年2月，任中共阿拉善盟盟委书记。2008年，当选第十一届全国人民代表大会内蒙古地区代表。2011年11月，任内蒙古自治区人民政府副主席、党组成员。2017年1月，当选为内蒙古自治区人大常委会副主任。